# Dryandra
Dryandra (R.Br., 1810) è un genere di piante appartenenti alla famiglia delle Proteaceae, endemico dell'Australia.
Il nome del genere è un omaggio al botanico svedese Jonas Carlsson Dryander (1748-1810), specialista in piante australiane che fu bibliotecario di sir Joseph Banks. Questa specie cresce nelle brughiere di sabbia, sulle coste aride e rocciose e nelle macchie boschive ed è strettamente imparentata al genere Banksia, così come alla specie sudafricana Protea, i fiori della quale ricordano quelli della Dryandra, caratterizzati dall'interno argenteo e dalla pagina superiore dorata e liscia. I numerosi nomi comuni locali delle specie, coma la Dryandra formosa, testimoniano la popolarità del genere presso i floricoltori. Ve ne sono circa 60 specie, alcune delle quali in pericolo allo stato selvatico, tutte caratterizzate dal colore dei fiori, che pasa dal giallo all'arancione bruno, con tonalità porporine. Alcune specie fioriscono al livello del suolo e sono contraddistinte dall'abbondante produzione di nettare. La maggior parte delle Dryandra è ben protetta dagli animali da pascolo, grazie alle spine e alle foglie coriacee e di gusto sgradevole. La pianta è tuttavia molto sensibile alla marcescenza radicale e, poiché i suoi habitat sono stati accidentalmente contaminati con il fungo Phytophthora, essa è stata inclusa nelle liste locali delle piante maggiormente a rischio. Una specie, la Dryandra montana, è presente in natura con soli dieci esemplari ed è pertanto classificata "in pericolo" nella Lista Rossa del 1997.

## Descrizione
Comprende arbusti e piccoli alberi sempreverdi, spesso con portamento prostrato.

## Biologia
Possiedono fiori ermafroditi e si riproducono per impollinazione entomofila, ornitofila o mediata da piccoli marsupiali.

## Distribuzione e habitat
L'areale del genere è ristretto alla estremità meridionale dell'Australia occidentale.

## Tassonomia
Il genere Dryandra comprende le seguenti specie:
- Dryandra acanthopoda A.S.George
- Dryandra anatona A.S.George
- Dryandra arborea C.A.Gardner
- Dryandra arctotidis R.Br.
- Dryandra armata R.Br.
- Dryandra aurantia A.S.George
- Dryandra baxteri R.Br.
- Dryandra bipinnatifida R.Br.
- Dryandra blechnifolia R.Br.
- Dryandra borealis A.S.George
- Dryandra brownii Meisn.
- Dryandra calophylla R.Br.
- Dryandra carlinoides Meisn.
- Dryandra catoglypta A.S.George
- Dryandra cirsioides Meisn.
- Dryandra columnaris A.S.George
- Dryandra comosa Meisn.
- Dryandra concinna R.Br.
- Dryandra conferta Benth.
- Dryandra corvijuga A.S.George
- Dryandra cuneata R.Br.
- Dryandra cynaroides C.A.Gardner
- Dryandra cypholoba A.S.George
- Dryandra drummondii Meisn.
- Dryandra echinata A.S.George
- Dryandra epimicta A.S.George
- Dryandra erythrocephala C.A.Gardner
- Dryandra falcata R.Br.
- Dryandra fasciculata A.S.George
- Dryandra ferruginea Kippist ex Meisn.
- Dryandra fililoba A.S.George
- Dryandra foliolata R.Br.
- Dryandra foliosissima C.A.Gardner
- Dryandra formosa R.Br.
- Dryandra fraseri R.Br.
- Dryandra fuscobractea A.S.George
- Dryandra glauca A.S.George
- Dryandra hewardiana Meisn.
- Dryandra hirsuta A.S.George
- Dryandra horrida Meisn.
- Dryandra idiogenes A.S.George
- Dryandra insulanemorecincta A.S.George
- Dryandra ionthocarpa A.S.George
- Dryandra kippistiana Meisn.
- Dryandra lepidorhiza A.S.George
- Dryandra lindleyana Meisn.
- Dryandra longifolia R.Br.
- Dryandra meganotia A.S.George
- Dryandra mimica A.S.George
- Dryandra montana C.A.Gardner ex A.S.George
- Dryandra mucronulata R.Br.
- Dryandra nana Meisn.
- Dryandra nervosa R.Br.
- Dryandra nivea (Labill.) R.Br.
- Dryandra nobilis Lindl.
- Dryandra obtusa R.Br.
- Dryandra octotriginta A.S.George
- Dryandra pallida A.S.George
- Dryandra platycarpa A.S.George
- Dryandra plumosa R.Br.
- Dryandra polycephala Benth.
- Dryandra porrecta A.S.George
- Dryandra praemorsa Meisn.
- Dryandra preissii Meisn.
- Dryandra prionotes A.S.George
- Dryandra proteoides Lindl.
- Dryandra pseudoplumosa A.S.George
- Dryandra pteridifolia R.Br.
- Dryandra pulchella Meisn.
- Dryandra purdieana Diels
- Dryandra quercifolia Meisn.
- Dryandra rufistylis A.S.George
- Dryandra sclerophylla Meisn.
- Dryandra seneciifolia R.Br.
- Dryandra serra R.Br.
- Dryandra serratuloides Meisn.
- Dryandra sessilis (Knight) Domin
- Dryandra shanklandiorum Randall
- Dryandra shuttelworthiana Meisn.
- Dryandra speciosa Meisn.
- Dryandra squarrosa R.Br.
- Dryandra stenoprion Meisn.
- Dryandra stricta A.S.George
- Dryandra stuposa Lindl.
- Dryandra subpinnatifida C.A.Gardner
- Dryandra subulata C.A.Gardner
- Dryandra tenuifolia R.Br.
- Dryandra tortifolia Kippist ex Meisn.
- Dryandra tridentata Meisn.
- Dryandra trifontinalis A.S.George
- Dryandra vestita Meisn.
- Dryandra viscida A.S.George
- Dryandra wonganensis A.S.George
- Dryandra xylothemelia A.S.George

Alcuni autori australiani, sulla base dei risultati di uno studio filogenetico pubblicato nel 2007, hanno proposto il trasferimento di queste specie nel genere Banksia (Banksia serie Dryandra). I risultati di tale studio hanno suscitato tuttavia parecchie perplessità e a tutt'oggi i due generi continuano ad essere considerati separatamente.